# Гарячий шоколад (гурт)
«Гаря́чий Шокола́д» — українська жіноча поп-група, що складається з трьох брюнеток. Представляють проєкт продюсери Дмитро Клімашенко та Андрій Пасічник.
Сингл групи «Береги» отримав золотий статус у Росії (як ринг-бек тон), з продажами в 100 тисяч копій. Група отримала музичну премію «Золотий Грамофон» за пісню «Береги».

## Історія групи
Група «Гарячий Шоколад» з'явилася на українській сцені навесні 2008 року.
Найбільш значущі успіхи:
- участь у фіналі українського національного відбору на конкурс пісні «Євробачення» 2009 року;
- номінанти в категоріях «Відкриття року» та «Найкраще RnB відео» премії SHOWTIME RNB / HIP-HOP Awards 2008;
- участь у святковій церемонії проводів олімпійської збірної України на літні Олімпійські ігри 2008 в Пекіні;
- участь у благодійній акції «SOSстраданіє»;
- відкриття премії нагородження «Viva» «Найкрасивіші люди»;
- участь у фіналі телепроєкту «Шанс»;
- участь у VIII щорічному Міжнародному рейтинговому конкурсі засобів масової інформації «Золоте перо»;
- нагорода «Золотий грамофон» 2010 за пісню «Береги»;
- номінанти в категорії «Найкраща група» премії музичного каналу RU.TV.

## Склад групи
Сьогодні до складу групи входять три дівчини: Діана Сейтмеметова, Надія Майстренко, Ярослава Мірошниченко.

### Надія Майстренко
Народилася в місті Кривий Ріг 5 квітня. На сцені з п'яти років.
2005–2009 — Криворізьке обласне музичне училище — «Естрадний вокал».
2009–2011 — Національна академія керівних кадрів культури і мистецтв — «Естрадний вокал» м. Київ. «Слов'янський базар 2011» учасниць концертної програми «Український сувенір».
2005–2009 — Солістка Джаз-бенду «Маскарад».
2010–2011 — Солістка Національного оркестру МНС України.

### Діана Сейтмеметова
Народилася 1 грудня 1985 в Луганську. Почала співати з трьох років. У 7 років її запросили в ансамбль «Непосєди». Лауреат конкурсу «Ранкова зірка», що проходив у Москві в березні 1995 року (режисер Юрій Ніколаєв). Переможець (Гран-Прі) Міжнародного конкурсі юних талантів «Зірочка», який проходив в Одесі в серпні 1995 року (голова журі — народний артист України Н. Огріч). Лауреат обласного фестивалю «Юні зірки Луганська» в 1995 році. Нагороджена дипломом Луганського обласного управління освіти за високий професійний рівень виконання вокального жанру.
З 1996 по 2000 роки Діана була солісткою фольклорно-етнографічного ансамблю «Забавушка» Луганського Палацу творчості дітей та молоді. Лауреат Люблінського міжнародного конкурсу народної творчості у Польщі (Люблін — 1996 рік). Лауреат конкурсу-фестивалю «Джерела надій», що проходив у Луганську в квітні 1996 року. У 2002 році Діана взяла участь у міжнародному молодіжному конкурсі «CONSTELLATIONOFBUDAPEST — YOUTH, INSPIRATION, TALENT» в Угорщині, де посіла перше місце. У 2011 році вступила до Київського університету ім. Бориса Грінченка на спеціальність «Музичне мистецтво».

### Ярослава Мірошниченко
Народилася 25 травня 1989 року в місті Кременчук. Освіта — перекладач англійської, німецької мов. Закінчила Київський національний лінгвістичний університет. В даний момент отримує другу вищу освіту — економіка підприємства в Кременчуцькому національному університеті імені Михайла Остроградського. Довгий час займалася естрадно-спортивними танцями. Присвятила своє життя модельному бізнесу. Захоплюється фотографією.

## Музична творчість

### Дискографія
- Береги (2009)
- Береги — перевидання (2010)
- Стены